# Les Aventures de Salavin
Pour plus de détails, voir Fiche technique et Distribution.
Les Aventures de Salavin sous-titré Confession de minuit est un film français de Pierre Granier-Deferre réalisé en 1963 et sorti au cinéma le 4 novembre 1964. Ce film est l'adaptation du roman de Georges Duhamel intitulé Confession de minuit publié en 1920 et premier tome du cycle romanesque Vie et aventures de Salavin dont le film reprend le titre.

## Fiche technique
- Réalisation : Pierre Granier-Deferre
- Scénario : Rodolphe-Maurice Arlaud adapté du roman Confession de minuit de Georges Duhamel
- Dialogues : Rodolphe-Maurice Arlaud
- Photographie : René Bucaille
- Montage : Jean Ravel
- Décors : Jacques Saulnier
- Musique : Claude Bolling
- Production : Horizons cinématographie
- Langue : français
- Image : Noir et blanc
- Durée : 103 minutes

## Distribution
- Maurice Biraud : Louis Salavin
- Louis Bugette : Raymond Lanoue
- Charles Bouillaud : Le patron de Salavin
- Geneviève Fontanel : Marthe Lanoue
- Julien Carette : Lhuillier, le clochard
- Mona Dol : Mme Salavin, la mère de Louis
- Christiane Minazzoli : Marguerite
- Michel Duplaix :
- Henri Coutet :
- Jean Galland : Le patron
- Clément Harari :
- Harry-Max : Un clochard
- Abel Joris :
- Marie Mergey :
- Max Montavon :
- Michel Nastorg :
- Henri Revillon :
- Dominique Rozan :

## Accueil de la critique
À sa sortie, Les Aventures de Salavin reçoit de la part du journaliste Jean de Baroncelli dans Le Monde un accueil extrêmement défavorable, considérant que, malgré une « technique honorable » et les « louables efforts » de Maurice Biraud, le film est « littéralement imbibé, gorgé de médiocrité […], un film moite, qui provoque une impression de malaise » en raison d'une absence du « souffle de la poésie ou de la simple vérité “humaine” » que proposait le roman de George Duhamel avec son personnage éponyme, si « fraternel », perdu dans ses affres existentialistes, alors que le Salavin de l'adaptation est caractérisé par une « veulerie » et une « folie » paraissant « systématiques ».